# Compagnie des mines de Marly
La Compagnie des mines de Marly était une compagnie minière qui exploitait la houille dans le Bassin minier du Nord-Pas-de-Calais, à Saint-Saulve. Contrairement aux autres compagnies, celle de Marly n'a pas eu de continuité. La concession est passée de petites périodes d'exploitation à de grandes périodes d'abandon. Les fortes venues d'eau inondent les chantiers de trois fosses, qui sont alors abandonnées et deviennent des avaleresses. Pour les autres, la période d'exploitation est très courte, moins d'une dizaine d'années. Certaines fosses sont réutilisées des décennies après leur fermeture.

## Historique

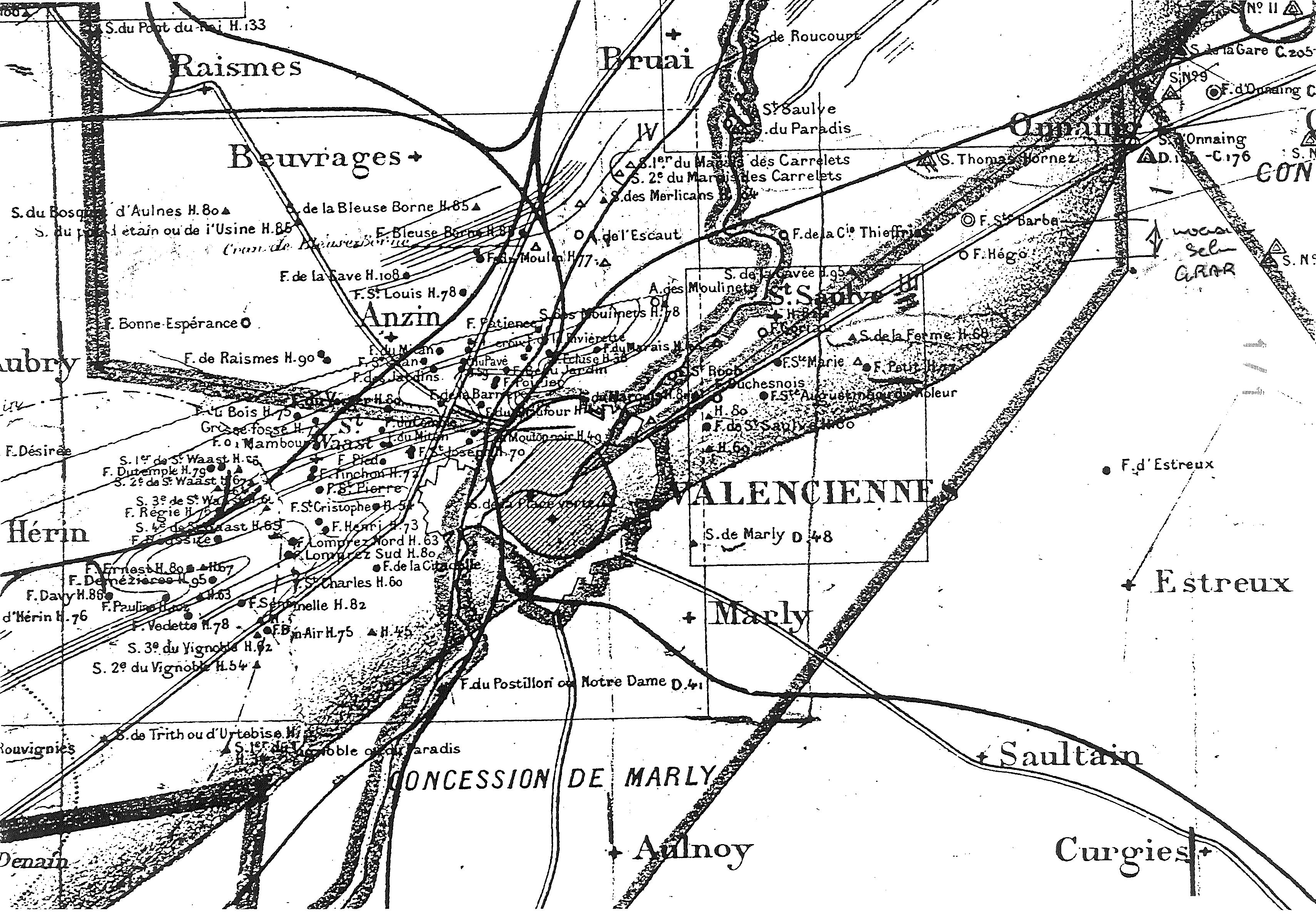
Implantation des puits des compagnies d'Anzin et de Marly.

Un arrêté du Conseil d'État du 16 septembre 1770 autorise Hypolite Joseph Martho et compagnie à exploiter jusqu'en 1800 une concession minière dite de Marly s'étendant sur la rive droite de l'Escaut près de Valenciennes. La concession comprend les territoires des communes de Saint-Saulve, La Briquette et Marly, ainsi que tous les terrains situés entre l'Escaut et la rivière du Hogneau depuis Valenciennes jusqu'à Crespin.
Plusieurs sondages et fosses seront entrepris pour trouver le charbon, mais la production reste faible, et de nombreux puits entrepris restent à l'état d'avaleresses.

## Les fosses

### Fosse Sainte-Marie
50° 22′ 08″ N, 3° 33′ 05″ E
La fosse Sainte Marie est ouverte en 1770, elle rencontre par une galerie allant vers le nord une veine de charbon à la profondeur de 80 à 90 mètres. Inexploitable, la fosse est abandonnée en 1778. Elle est rouverte en 1837, mais son creusement est abandonné en 1838.

### Fosse Sainte-Augustine ou du Roleur
50° 21′ 58″ N, 3° 32′ 57″ E
La fosse Sainte-Augustine, aussi nommée fosse du Roleur, est ouverte la même année que la fosse Sainte-Marie en 1770, à Saint-Saulve. Elle est abandonnée à la suite de fortes venues d'eau. Rouverte en 1837 pendant la crise charbonnière, elle est de nouveau abandonnée à la suite de fortes venues d'eau. Le terrain houiller a été atteint à la profondeur de 80 mètres. Le puits profond de 93 mètres a un diamètre de 2,50 mètres.

### Avaleresse Goriau
50° 22′ 16″ N, 3° 32′ 56″ E
Le puits Goriau, également orthographié Goriot, est foncé à partir du 25 octobre 1770 à Saint-Saulve. Il est situé à 300 mètres de l'Escaut, et abandonnée à l'état d'avaleresse à cause des eaux. Le diamètre du puits est de 2,50 mètres. Une tête de puits non matérialisée est mise en place en avril 2005.

### Avaleresses Stiévenard
50° 22′ 43″ N, 3° 33′ 36″ E
1775 - 1776
La fosse Stiévenard est entreprise à Saint-Saulve avec deux puits, vers 1775, près du moulin. Ils sont abandonnés parce qu'il n'a pas été possible d'établir un cuvelage assez fort pour résister à la poussée des eaux. Les travaux sont arrêtés en 1776, la profondeur atteinte est de 45 mètres. Une tête de puits non matérialisée est mise en place en avril 2005.

### Avaleresse Cauliez
50° 22′ 19″ N, 3° 32′ 48″ E
Le puits Cauliez est situé sur le territoire de Saint-Saulve. Le diamètre du puits est de 3,30 mètres. Une tête de puits non matérialisée est mise en place en avril 2005.

### Avaleresse Quarouble
Le puits est situé sur le territoire de Saint-Saulve.

### Avaleresse Saint-Marc
50° 22′ 35″ N, 3° 33′ 45″ E
Le puits Saint-Marc est entrepris en 1777 à Saint-Saulve et abandonné la même année à la profondeur de treize ou quatorze mètres, à 250 mètres au nord de la route de Mons. Son diamètre est de 2,60 mètres. Des effondrement se sont produits à deux endroits distincts en 1956 et 1994, mais rien n'indique avec certitude qu'il s'agirait du puits Saint-Marc.

### Avaleresse Saint-Roch
50° 22′ 03″ N, 3° 32′ 15″ E

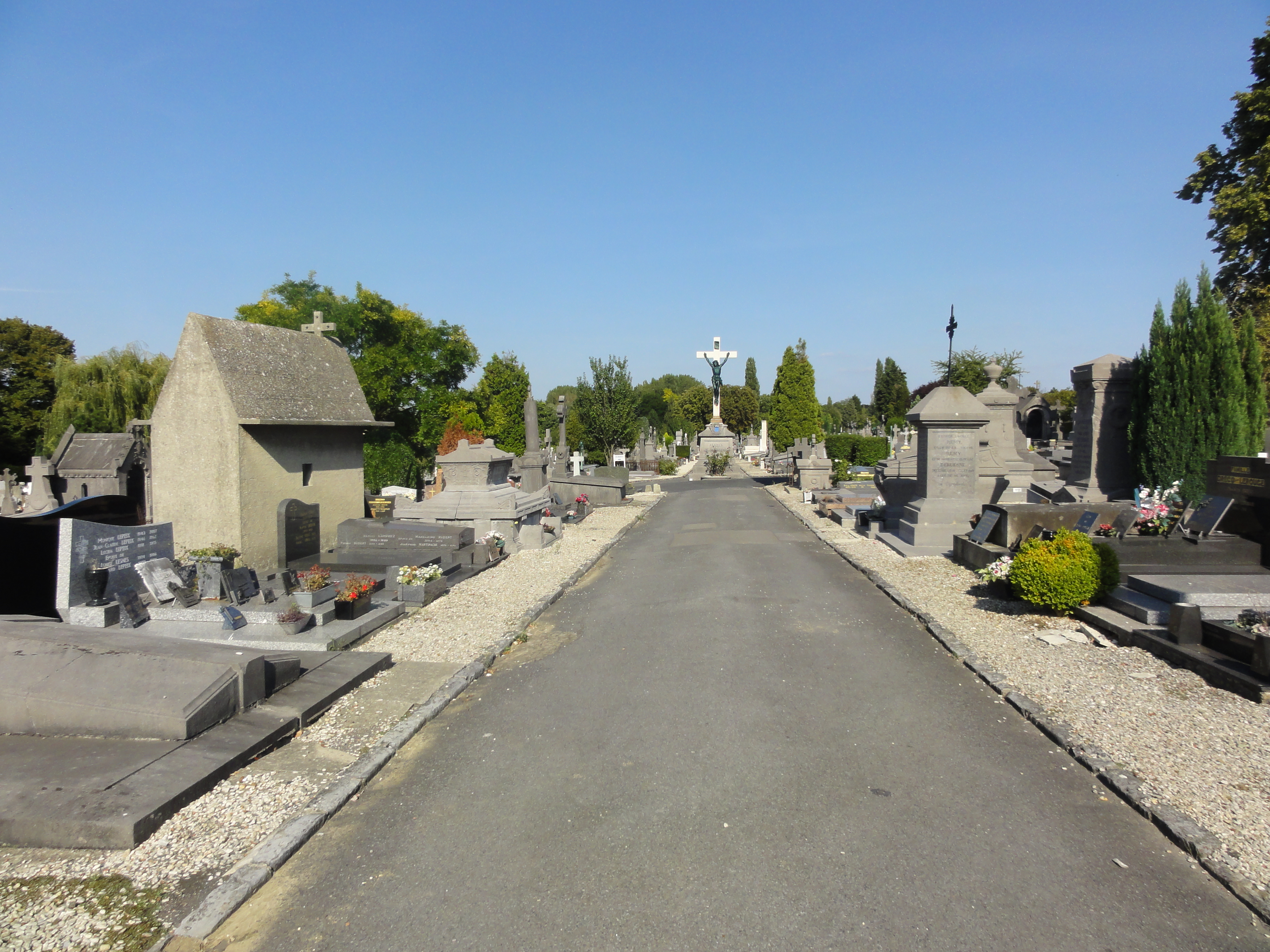
Le carreau de fosse en 2012.

Le puits Saint-Roch est foncé en 1778 à Valenciennes, mais il est abandonné à la profondeur de 76 mètres car situé trop près des fortifications. Son abandon a été décidé par le génie militaire. Son diamètre n'est que d'un mètre. Le carreau de fosse est occupé par le cimetière Saint-Roch. Une tête de puits non matérialisée est mise en place en avril 2005.

### Avaleresse Sainte-Barbe
50° 22′ 34″ N, 3° 34′ 28″ E
La fosse Sainte Barbe, également nommée l'Homme, est située à peu près au même endroit que la fosse Hego. Ouvert en 1778, le puits est abandonné à la profondeur de 57 mètres, dans les morts terrains. La fosse est restée à l'état d'avaleresse,, à cause des venues d'eau.

### Fosse du Postillon
50° 20′ 29″ N, 3° 30′ 37″ E
La fosse du Postillon est ouvert à La Briquette, hameau de Valenciennes, en 1778, sur le bord de l'Escaut. Elle est poussée à la profondeur de 74 mètres, puis une galerie longue de 80 mètres a été creusée vers le nord. Le calcaire bleu y a été rencontré.

### Avaleresse Saint-Saulve
50° 22′ 32″ N, 3° 33′ 05″ E
Le puits Saint-Saulve, également nommé avaleresse 1789, est commencé en 1789 à Saint-Saulve et abandonné la même année à la profondeur de 21 mètres.

### Avaleresse Hego
50° 22′ 47″ N, 3° 34′ 33″ E
La fosse Hego est située près de la route de Mons, elle est ouverte en 1839 mais elle est abandonnée à la profondeur de 57 mètres dans les morts terrains. La fosse est restée à l'état d'avaleresse,. Le diamètre du puits est de 2,50 mètres.

### Avaleresse Duchesnois
50° 21′ 58″ N, 3° 32′ 39″ E
La fosse Duchesnois est située près de Valenciennes, à l'angle de la route de Mons et du chemin allant à Marly. Le puits est ouvert en 1837, mais il doit rapidement être abandonné à la suite de venues d'eau, la profondeur atteinte n'est pas connue, mais le diamètre du puits est de 3,30 mètres. La fosse est restée à l'état d'avaleresse.

### Fosse Petit
50° 22′ 07″ N, 3° 33′ 42″ E
La fosse Petit est ouverte en 1835 à Saint-Saulve,. Le puits pénètre dans le terrain houiller à 77 mètres. Deux bowettes sont creusées à la profondeur de 137 mètres vers le nord et le sud, mais les veines de charbon rencontrées ne permettent pas d'assurer une exploitation valable et la fosse est abandonnée en 1842, après avoir fourni 88 000 hectolitres. Le puits, profond de 290 mètres, est serrementé en 1904 et remblayé en 1957. Le puits est profond de 290 mètres et son diamètre est de 3,30 mètres. La tête de puits est matérialisée.
La Compagnie de Marly cesse à cette date toute exploitation, le capital étant épuisé.

### Fosse de Saint-Saulve
50° 21′ 49″ N, 3° 32′ 35″ E

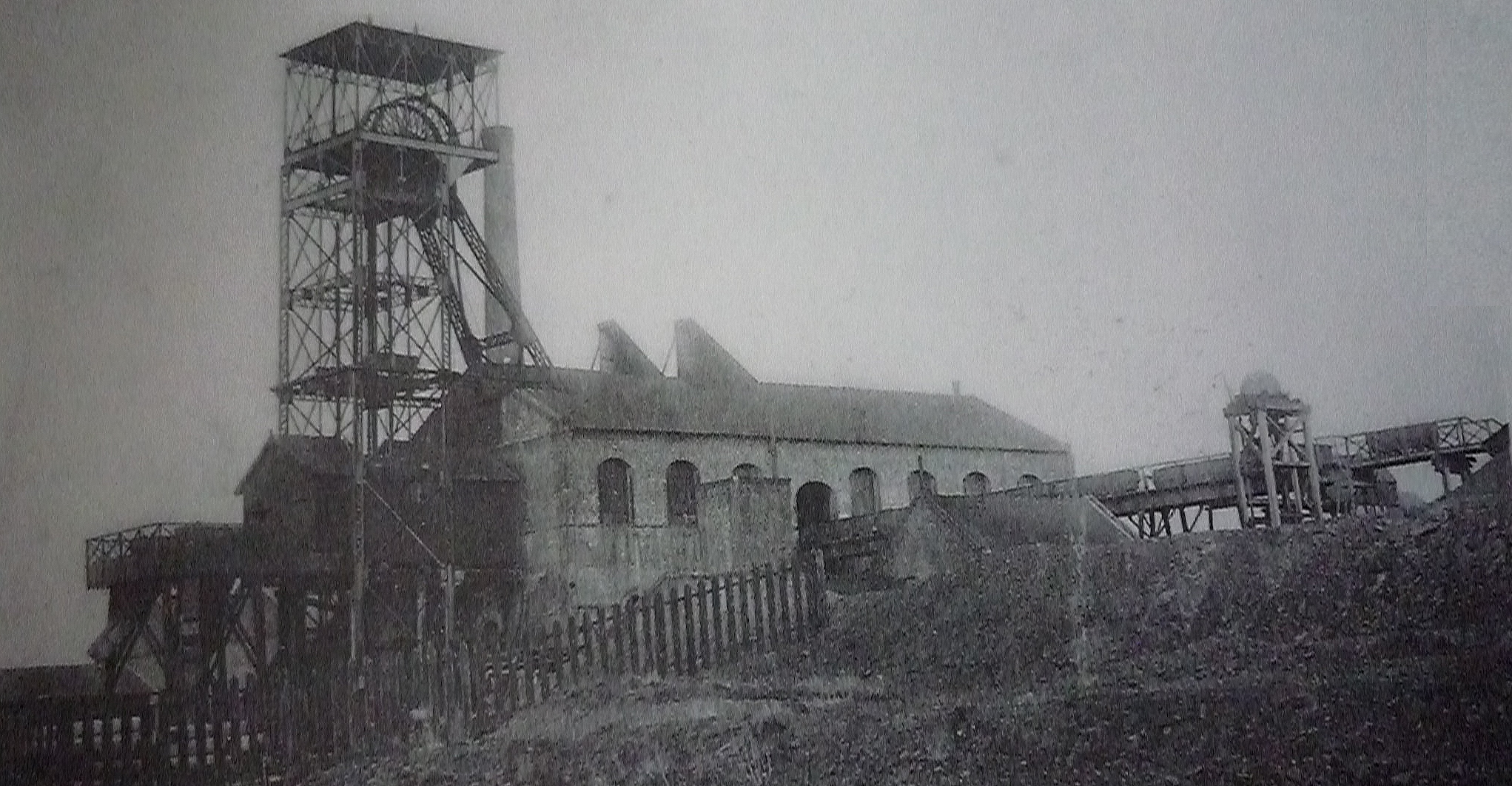
La fosse de Saint-Saulve vers 1900.

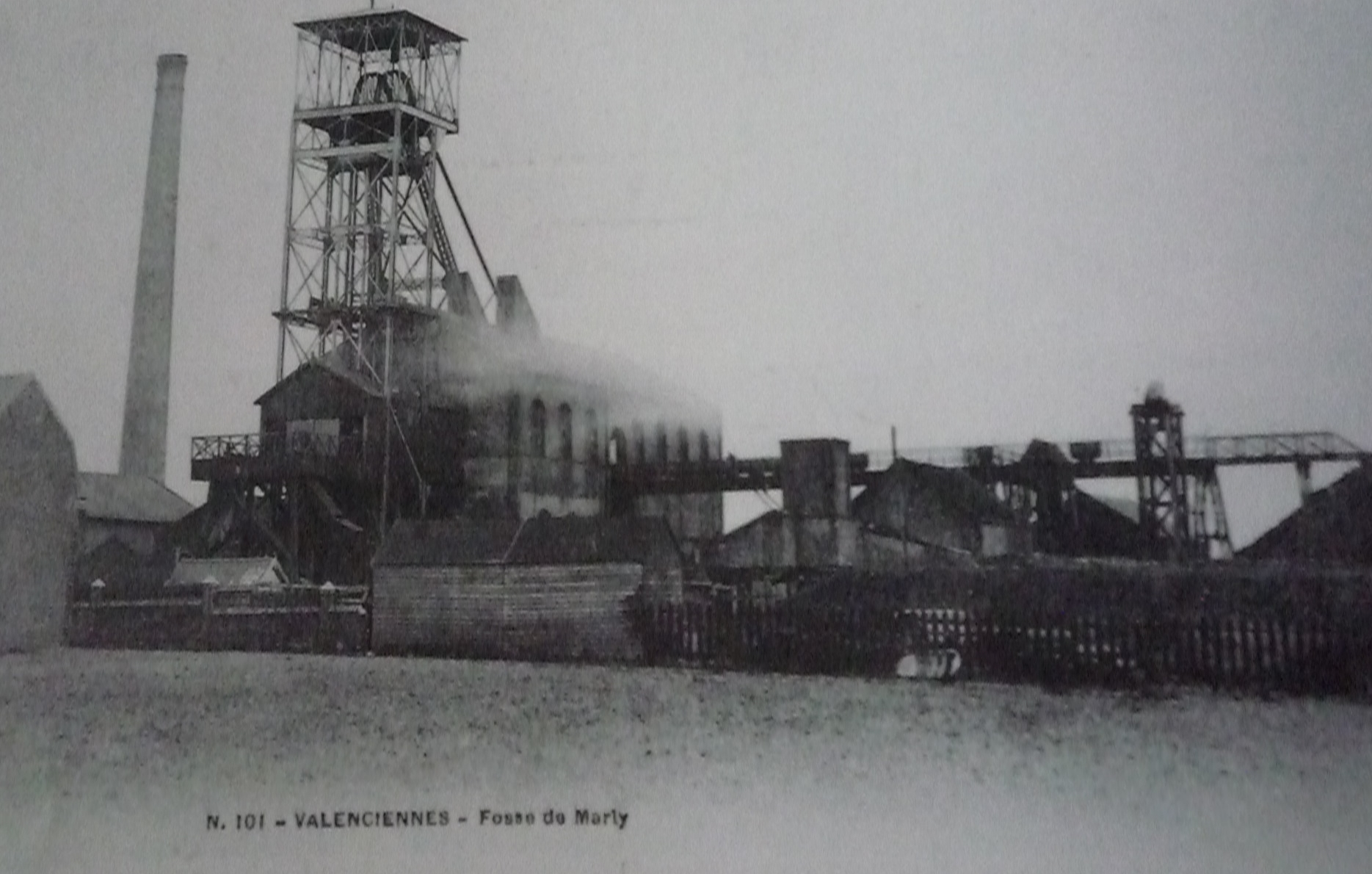
La fosse de Saint-Saulve vers 1900.

La crise houillère de 1873 produit un engouement pour les valeurs charbonnières et entraîne une fièvre des recherches.
La Compagnie de Marly est alors reconstituée et exécute des sondages à 250 mètres au sud de l'ancienne fosse Duchesnois sur le chemin reliant Marly à Saint-Saulve, qui rencontrent le terrain houiller à la profondeur de 80 mètres ainsi qu'une veine de charbon.
Une fosse est aussitôt ouverte à Saint-Saulve. Elle rencontre à la profondeur de 145 mètres une veine formée de deux sillons de vingt et trente centimètres de charbon séparées par un banc de terres et d'escaillage de deux à cinq mètres d'épaisseur. Les conditions difficiles d'exploitation entraînent rapidement l'abandon de la production et la société entre en liquidation.
La mise en vente a lieu au début de 1882, mais aucun acquéreur n'est trouvé. La concession de Marly semble définitivement abandonnée. Un serrement est effectué à la fosse Petit par les ouvriers de la Compagnie des mines d'Anzin en juillet 1883. À la fin du XIXe siècle, la Compagnie de Marly, dont le siège se situe à Lille, se reconstitue avec un capital de trois millions de francs.
Les travaux, sous la direction de M. Delorthe, ingénieur-directeur, sont repris à la fosse Petit et à celle de Saint-Saulve. Les efforts principaux sont orientés sur la fosse de Saint-Saulve qui atteint la profondeur de 545 mètres. Plusieurs bowettes sont creusées à 147, 410, 496 et 541 mètres qui rencontrent plusieurs veines de charbon contenant 19 % de matières volatiles, et les veines Wargny de cinquante centimètres d'ouverture et Duroyon de trente centimètres.
Les productions restent faibles : 13 000 tonnes en 1900, 13 300 tonnes en 1901, 12 180 tonnes en 1902. Elles laissent la Compagnie dans une situation précaire. Un espoir est entrevu, car l'année 1903 voit une production de 24 674 tonnes qui permet d'envisager l'avenir avec plus de sérénité.
D'importants travaux ont lieu, dans le but de relier les fosses Petit et Saint-Saulve, la présence du grisou en trop grande quantité nécessitant d'améliorer l'aérage, et pour reconnaître le gisement situé entre les deux fosses.
Le 16 décembre 1904, l'Ingénieur en chef des Mines interdit tout travaux tant que les fosses ne sont pas reliées. La Compagnie de Marly cesse alors son activité, et licencie son personnel en ne gardant que celui nécessaire à l'entretien des installations. Le puits est remblayé en 1988, la tête de puits est matérialisée.